# Hôtel de Castries
Pour les articles homonymes, voir Castries.
L'hôtel de Castries est un hôtel particulier situé au no 72 rue de Varenne dans le 7e arrondissement de Paris. 
Datant de la fin du XVIIe siècle et du début du XVIIIe siècle, l'hôtel est profondément transformé pour le duc de Castries entre 1843 et 1863 par Joseph-Antoine Froelicher et Clément Parent.
Il est au fil du temps le siège de plusieurs ministères de la République française (Agriculture, Fonction publique, Ville, Aménagement du territoire, Solidarités). De août 2022 à janvier 2024, il abrite les bureaux du ministre délégué chargé du Renouveau démocratique, porte-parole du gouvernement.

## L'hôtel de Nogent
Construit à la fin du XVIIe siècle pour Jean Dufour, seigneur de Nogent, l'hôtel est alors une résidence typique de cette époque. La cour forme un carré parfait autour duquel s'ordonnent, selon un plan en U, un corps central et deux ailes de même hauteur, couverts en ardoises. Chacune des ailes en retour est percée d'un passage : celui de gauche (conservé) conduit aux cuisines, celui de droite aux écuries.
Dans l’aile droite, on trouve une antichambre et le grand escalier, une salle à manger, une autre pièce pour l’écurie et un grenier.
L'aile de gauche contient aussi un escalier avec une rampe de fer, trois petites pièces, une autre salle et par-dessus un autre grenier. Le corps central comporte au rez-de-chaussée comme au premier étage un grand salon à double exposition et quatre autres pièces.

## Les aménagements du marquis de Castries
Le 27 septembre 1708, la veuve de Jean Dufour, Angélique Guyner, vend l'hôtel à Joseph François de La Croix de Castries (1663-1728), marquis de Castries. La famille de Castries le conservera jusqu’à la fin du XIXe siècle.
C'est l'héritage de son oncle, le cardinal de Bonzi (mort en 1703), archevêque de Narbonne, qui permet au marquis de Castries de financer cette acquisition et d'y dépenser encore 20 000 livres pour des travaux d’embellissement qui se déroulent de 1708 à 1714, ainsi que pour l’agrandissement du jardin. 
À la mort du marquis de Castries, l'hôtel est loué, en 1729, à Charles Armand de Gontaut-Biron (1663-1756), pour 7 500 livres par an.

## Les embellissements du maréchal de Castries
En 1743, le troisième fils du marquis de Castries, Charles Eugène Gabriel de La Croix de Castries (1727-1801), futur maréchal de France, reprend l’hôtel familial et s'y installe peu avant son mariage avec Gabrielle Isabeau Thérèse de Rozet de Rocozel de Fleury, fille du premier duc de Fleury. 
En 1761, l’héritage de son oncle, le maréchal de Belle-Isle, apporte au marquis de Castries une très belle fortune. Il peut entreprendre de grands travaux pour la décoration intérieure confiés au sculpteur sur bois Jacques Verberckt. Il fait également construire par Jacques-Antoine Payen le portail sur rue, daté de 1762 (conservé), qui relie les deux corps du bâtiments par un haut mur surmonté d'une balustrade.
À partir de 1778, le petit hôtel de Castries, situé à l'emplacement de l'actuel no 76 rue de Varenne, est loué par le maréchal de Castries au duc de Guines, beau-père de son fils.

## Les travaux du deuxième duc de Castries

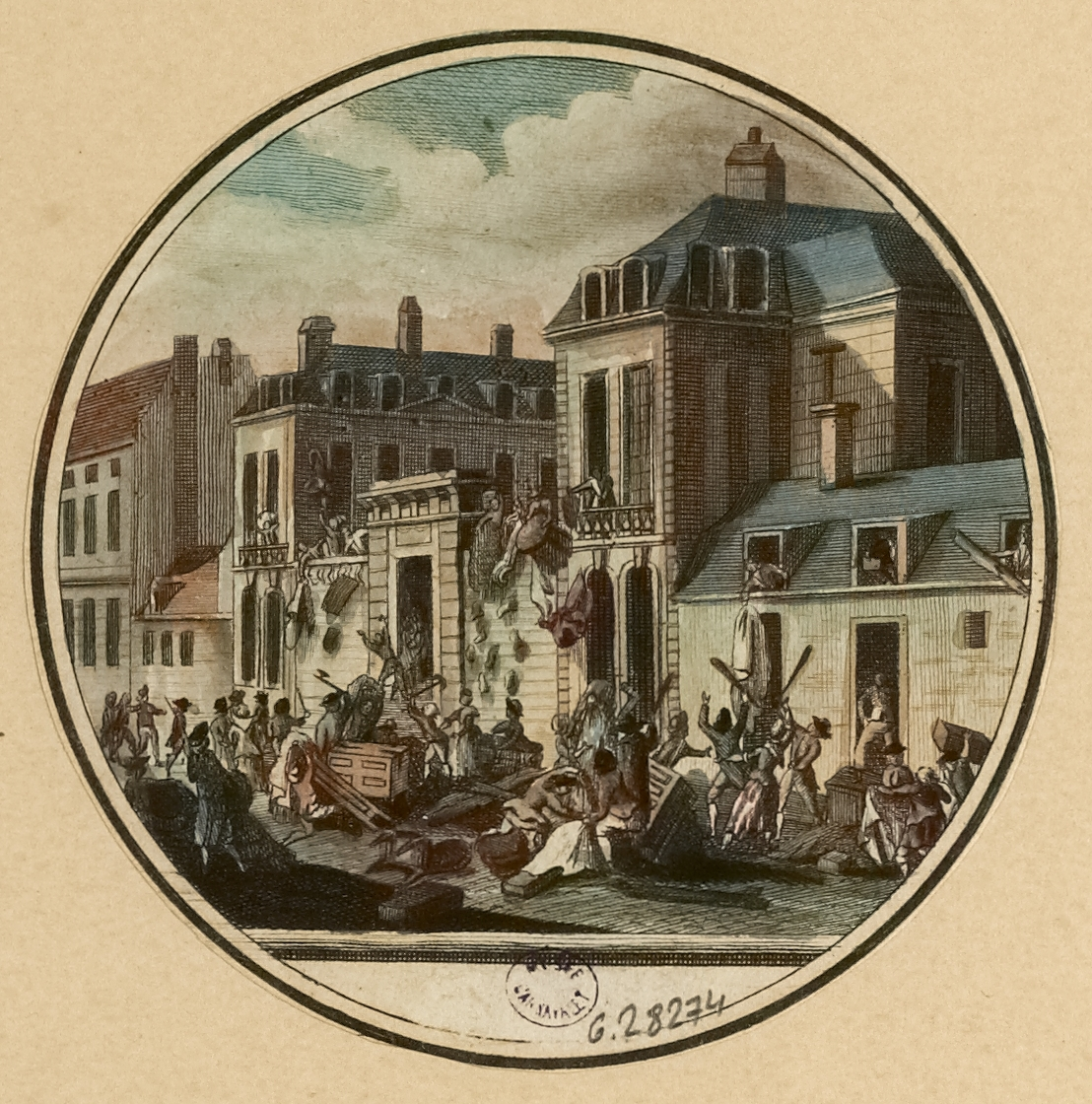
Mise à sac de l'hôtel du duc de Castries le 13 novembre 1790, gravure de Philippe-Joseph Maillart (musée Carnavalet).

L'hôtel est pillé pendant la Révolution française, le 13 novembre 1790, saisi comme bien d'émigré et affecté au ministère de la Guerre.
Stendhal, qui fréquenta les lieux, en donne une description précise dans deux de ses ouvrages : Le Rouge et le Noir, en 1830, puis Vie de Henry Brulard, en 1835-1836, où l'on voit Julien Sorel à l'hôtel de Castries.
En 1842, à la mort de son père, Edmond, deuxième duc de Castries (1787-1866) entreprend d'importants travaux de restauration du bâtiment, qui était en fort mauvais état, et de transformation, sous la direction de Joseph-Antoine Froelicher entre 1843 et 1863, puis de Clément Parent, qui dirige les travaux jusqu’à la mort du duc en 1866. Ce sont ces travaux qui donnent à l'hôtel sa physionomie actuelle.
Dès 1851, le duc de Castries prend des locataires : les Clermont-Tonnerre et les La Rochefoucauld-Liancourt occupent ainsi l’aile gauche ; au début du Second Empire, les Lestrade, les Saint-Aignan, les La Guiche et le comte de Beaumont, disposent également d'appartements dans l'hôtel de Castries.

## L'hôtel de Castries après les Castries

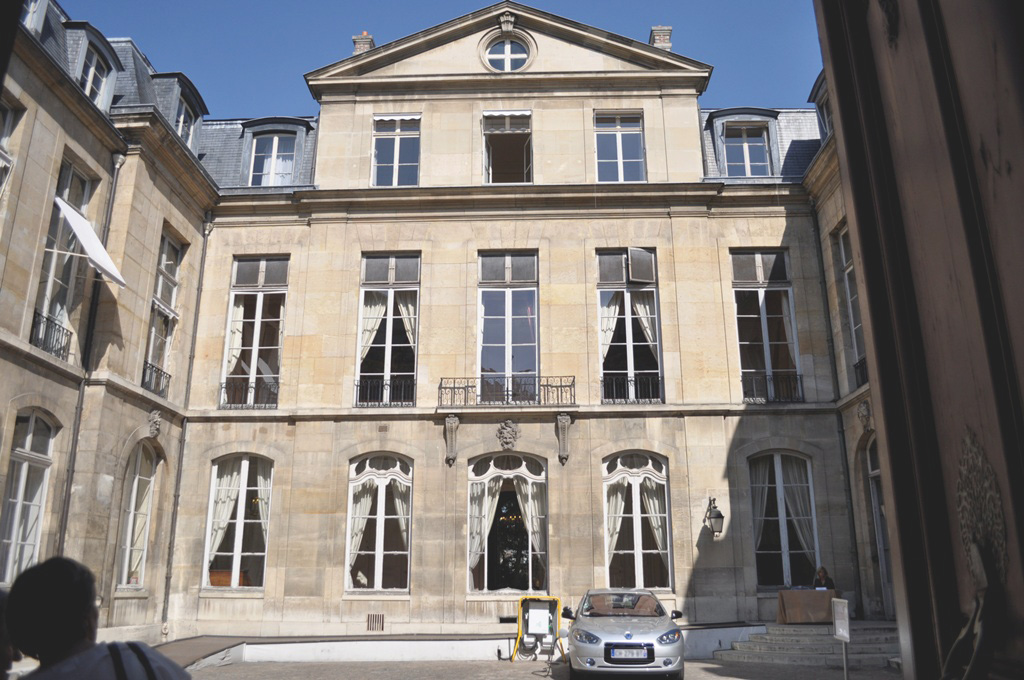
La cour de l'hôtel de Castries.

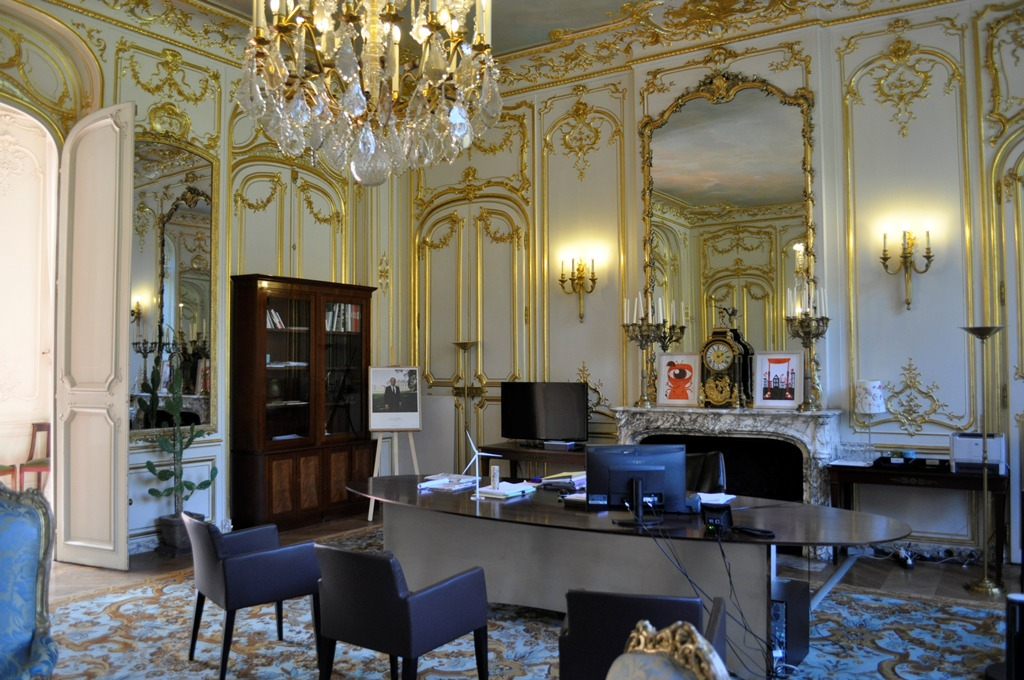
Le salon bleu en 2012.

Lorsque le deuxième duc de Castries meurt, l'hôtel revient à son neveu Edmond Charles Auguste de La Croix de Castries. À sa mort en 1886, sa veuve se remarie avec le vicomte Emmanuel d’Harcourt qui vend l’hôtel de Castries à Louise Lebeuf de Montgermont, petite-fille de Louis Lebeuf (1792-1854), propriétaire de la manufacture de faïence de Creil-Montereau et régent de la Banque de France. 
Louise Lebeuf de Montgermont (1869-1929) a épousé le prince Louis Antoine Marie de Broglie-Revel (1862-1958). Ils habitent l'hôtel avec leur fille Madeleine Marie Joséphine Louise (1891-1984), par son mariage comtesse de La Roche-Aymon, tandis que le comte de Castellane loue le rez-de-chaussée et le jardin à partir de 1936.
En 1946, les Domaines réquisitionnent l'hôtel pour y loger le ministère de l'Agriculture. Plusieurs ministères s'y succéderont, dont celui de la Fonction publique, celui du Logement et de la Ville ou encore le ministère de l'Espace rural et de l'Aménagement du territoire qui l’occupe jusqu'en 2010. 
L'hôtel est classé au titre des monuments historiques arrêté du 16 septembre 1957.

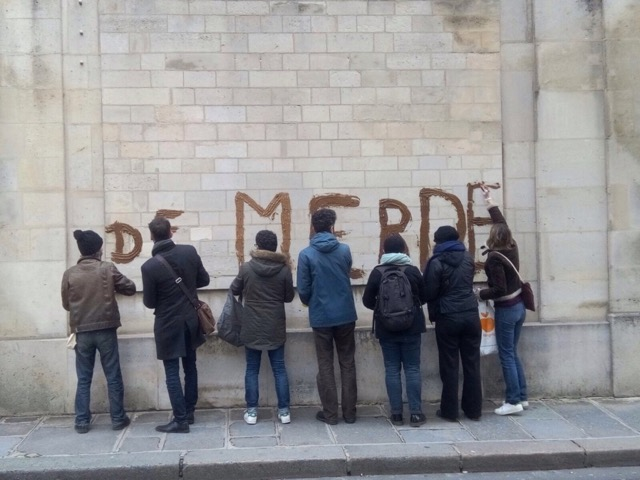
Le 17 décembre 2017, des militants pour l'accueil de migrants taguent la façade de l'hôtel de Castries pour dénoncer les politiques d'accueil en France.

De novembre 2010 jusqu'à l'élection présidentielle de 2012, l'hôtel de Castries accueillait les bureaux du ministère des Solidarités et de la Cohésion Sociale. Ensuite, de mai 2012 à février 2016, l'hôtel de Castries accueille les bureaux du ministère de l'Égalité des Territoires et du Logement puis ceux du ministère de l'Aménagement du territoire, de la Ruralité et des Collectivités territoriales de février 2016 à mai 2017. Depuis mai 2017 à 2022, il abrite le ministère de la Cohésion des territoires. Le 16 décembre 2017, la façade de l'hôtel de Castrie est taguée par des militants d'associations de défense des migrants venus du nord de Paris qui inscrivent en grandes lettres capitales « ACCUEIL DE MERDE » pour dénoncer les conditions de vie faites des migrants en France,,
Durant l'hiver 2018-2019, le ministère déménage et une partie des bâtiments héberge 35 personnes sans abri.
Le ministre délégué auprès du Premier ministre, chargé du Renouveau démocratique, porte-parole du gouvernement Olivier Véran s'y installe avec son cabinet entre juillet 2022 et janvier 2024. 
Le bâtiment est ensuite fermé pour rénovation.